# Gonia tessellata
Gonia tessellata är en tvåvingeart som beskrevs av Macquart 1845. Gonia tessellata ingår i släktet Gonia och familjen parasitflugor.
Artens utbredningsområde är Italien. Inga underarter finns listade i Catalogue of Life.